# Bangkok

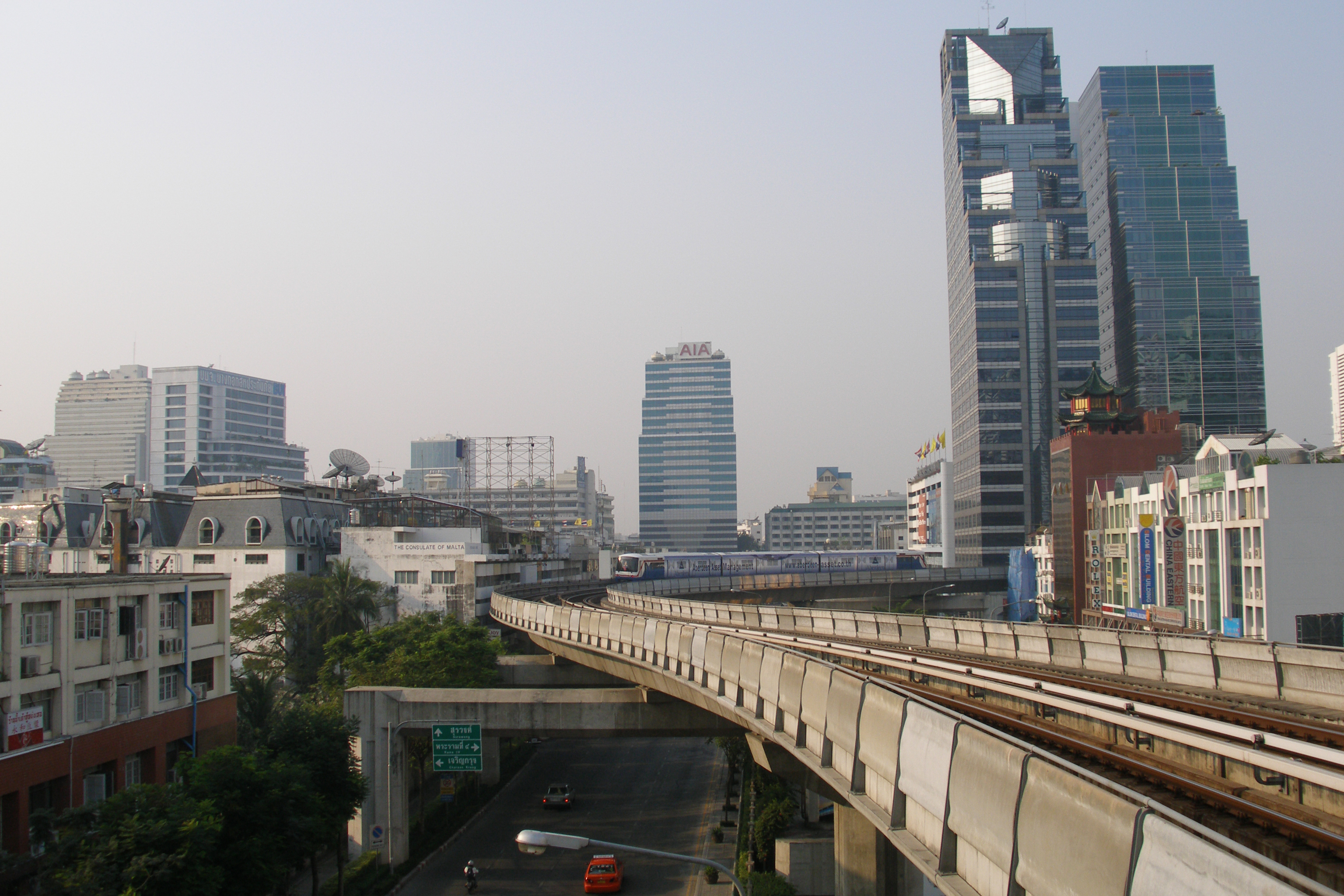
Bangkok

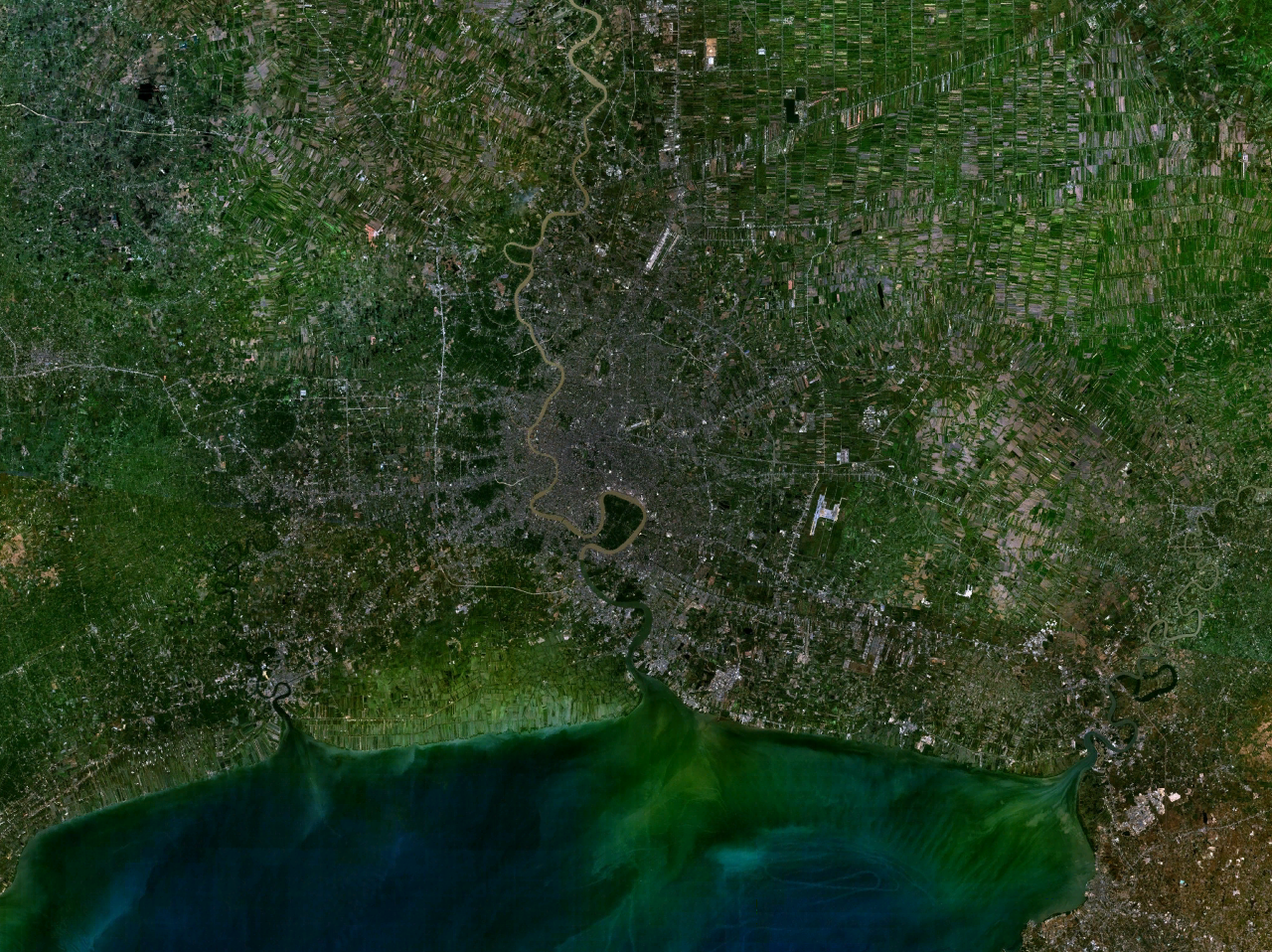
Bangkok – zdjęcie satelitarne

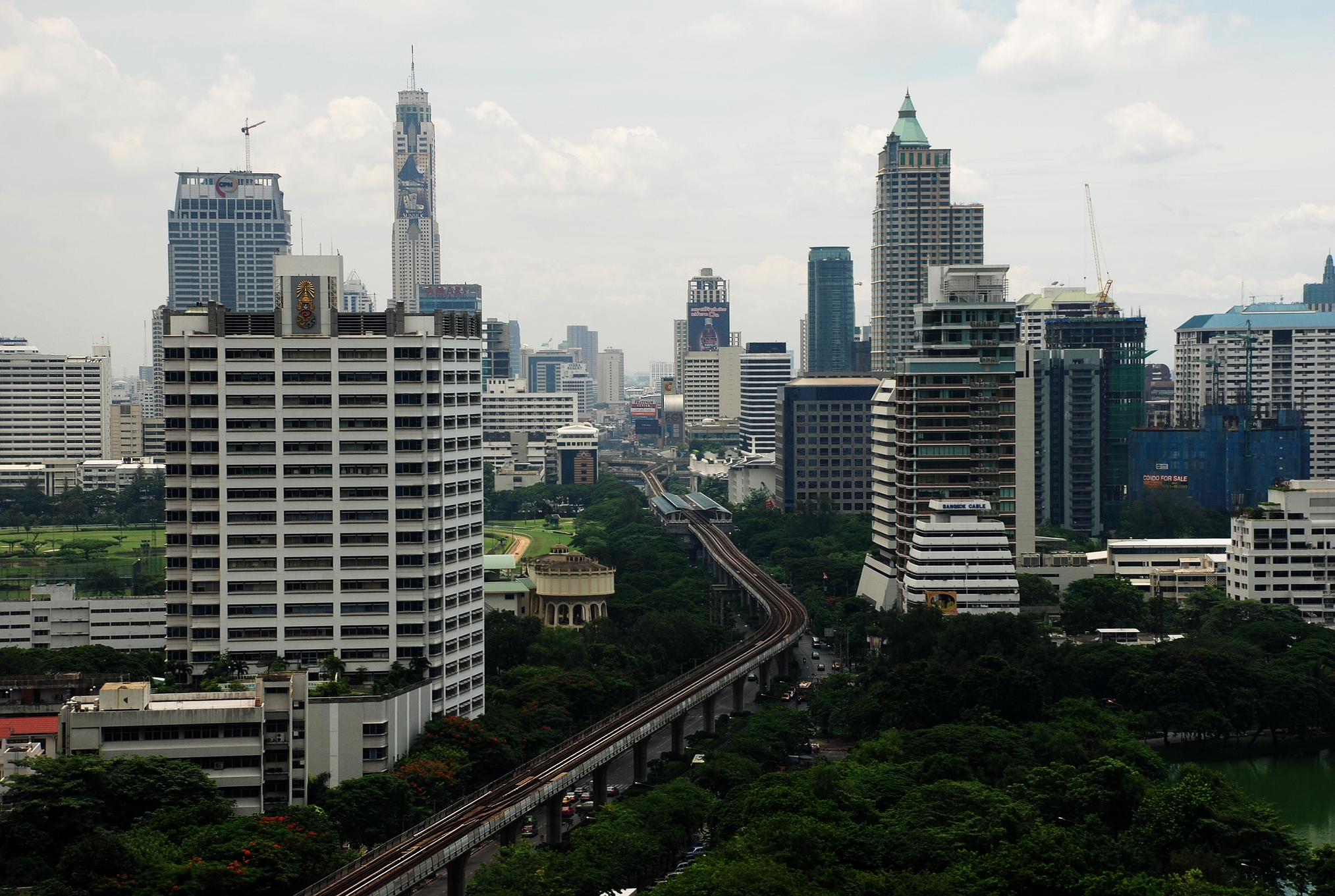
Rajdamri Road (Thanon Ratchadamri) w Bangkoku

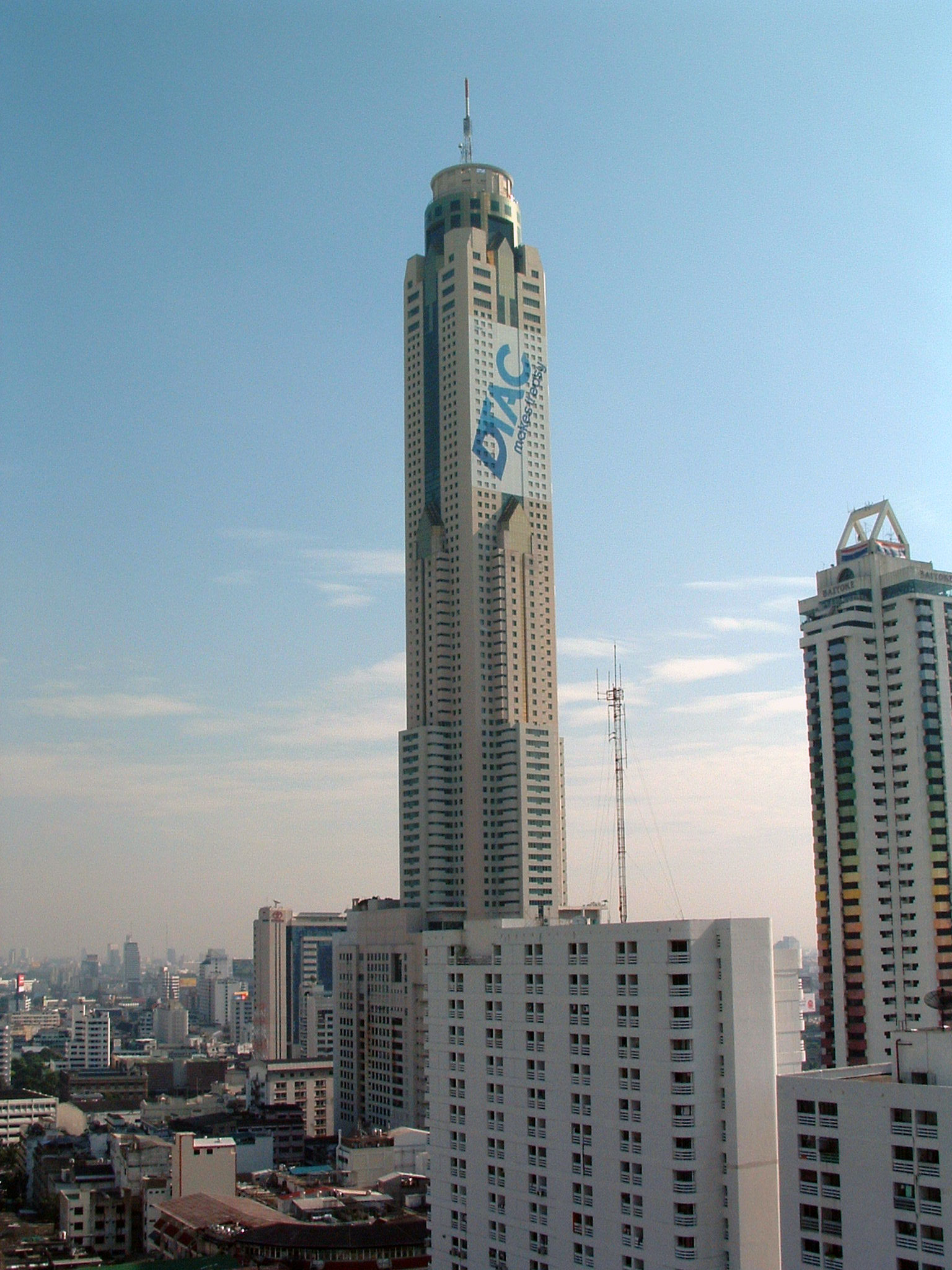
Wieża Baiyoke Tower II

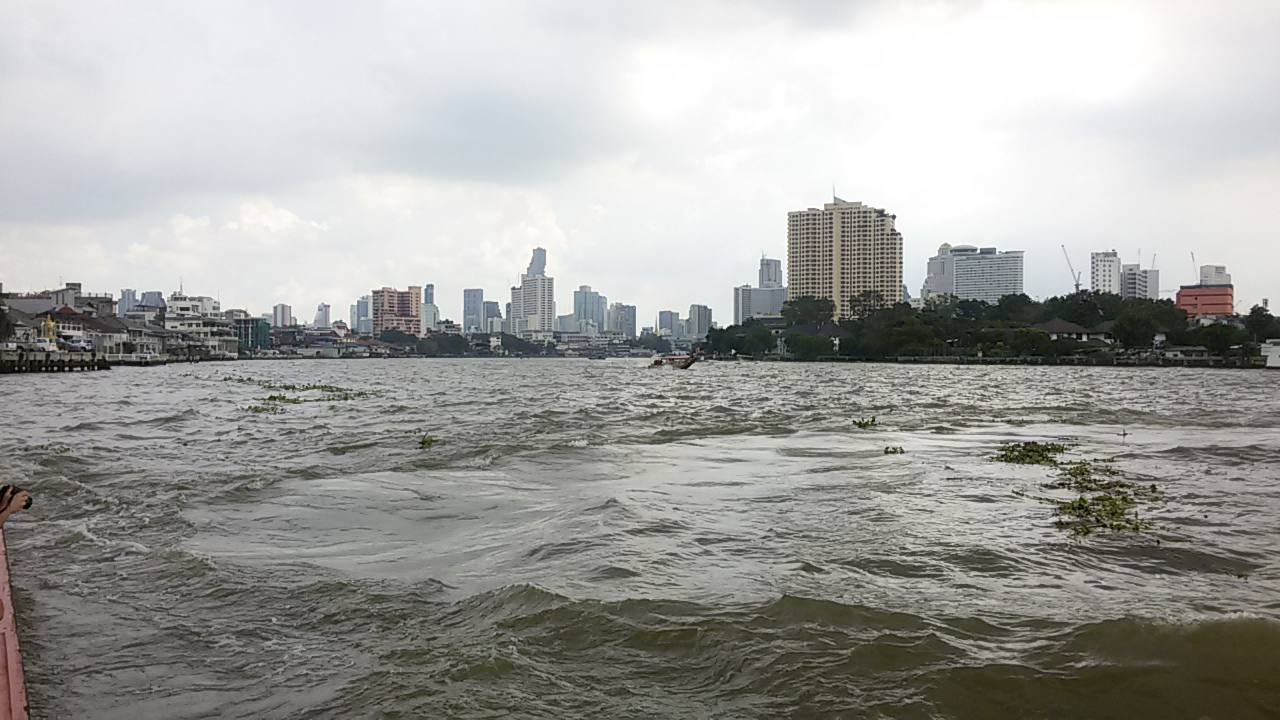
Bangkok - widok z rzecznego tramwaju, który jest tam bardzo popularnym środkiem transportu

Bangkok (taj. Krung Thep กรุงเทพฯⓘ lub Krung Thep Mahanakhon กรุงเทพมหานครⓘ) – stolica i największe miasto Tajlandii, położona przy ujściu rzeki Menam do Zatoki Tajlandzkiej. Liczba ludności wynosi ponad 5,6 miliona, a aglomeracja ma około 15 milionów. Połączenie azjatyckich tradycji z nowoczesną infrastrukturą sprawiło, że jest to jeden z najpopularniejszych na świecie celów turystycznych. W 2018 miasto odwiedziło 21,98 mln turystów – Bangkok był najczęściej odwiedzanym miastem na świecie.

## Pełna nazwa
Pełna nazwa Bangkoku w języku tajskim brzmi: กรุงเทพมหานคร อมรรัตนโกสินทร์ มหินทรายุธยามหาดิลก ภพนพรัตน์ ราชธานีบุรีรมย์ อุดมราชนิเวศน์ มหาสถาน อมรพิมาน อวตารสถิต สักกะทัตติยะ วิษณุกรรมประสิทธิ์, czyli Krung Thep Mahanakhon Amon Rattanakosin Mahinthara Ayuthaya Mahadilok Phop Noppharat Ratchathani Burirom Udomratchaniwet Mahasathan Amon Piman Awatan Sathit Sakkathattiya Witsanukam Prasit (posłuchajⓘ), co w tłumaczeniu oznacza:
Miasto aniołów, wielkie miasto [i] rezydencja świętego klejnotu Indry [Szmaragdowego Buddy], niezdobyte miasto Boga, wielka stolica świata, ozdobiona dziewięcioma bezcennymi kamieniami szlachetnymi, pełne ogromnych pałaców królewskich, równającym niebiańskiemu domowi odrodzonego Boga; miasto, podarowane przez Indrę i zbudowane przez Wiszwakarmana.
Do 1764 dzisiejsza metropolia była niewielką wioską zwaną Bang Makok (Wieś Drzewek Oliwnych). Po zniszczeniu przez wojska birmańskie w tymże roku dawnej stolicy Syjamu (obecnej Tajlandii), Ajutthaji, zbudowano tu obóz warowny. Podczas swojej koronacji w 1782 Rama I nadał swej stolicy nazwę składającą się z 43 sylab. Przez następne lata dodano do tej nazwy jeszcze 21 sylab. Nazwa ta obecnie znajduje się w Księdze Rekordów Guinnessa jako najdłuższa nazwa geograficzna na świecie.

## Klimat
Według Światowej Organizacji Meteorologicznej Bangkok jest najgorętszą stolicą świata. Średnia roczna temperatura przekracza 28 °C.
Najcieplejszym miesiącem jest kwiecień z przeciętną temperaturą dzienną od 31 °C. Najchłodniejszy miesiąc w Bangkoku to grudzień ze średnią temperaturą 26 °C.

## Zabudowa
Bangkok jest miastem zdecentralizowanym. Nie można obecnie (2023) wyznaczyć jednego ścisłego centrum. W Bangkoku można wyróżnić w zależności od charakteru i wieku zabudowy różne ośrodki centralne.
Nowe centrum biurowo-handlowe zlokalizowane w okolicach Ratchadamri, Phaya Thai oraz Rama I, które wypełniają nowe budynki wysokościowe oraz nowoczesne centra handlowe (jedno z nich Siam Paragon posiada nawet małe oceanarium).
Stare centrum, dzielnica „rozrywki” oraz hoteli zlokalizowana wzdłuż ulic Rama IV i Sathon Tai/Nuea, gdzie dominuje zabudowa z lat 1970–1990.
Centrum turystyczne znajduje się w okolicach Phra Borom Maha Ratcha Wang (Wielkiego Pałacu Królewskiego). Miejsce to jest pełne zabytkowych budynków pałacowych oraz świątynnych (wybudowanych między XVIII a początkami XX wieku). Jest to również dzielnica rządowa oraz miejsce zamieszkania Króla Tajlandii.
W okolicach Democracy Monument znajduje się słynna ulica Khao San, tradycyjna baza dla backpakerów. Dominuje tu zabudowa niska, o dużej intensywności, powstająca równolegle do kompleksów pałacowych.
Architektura kolonialna przeplata się z zabudową z 50. i 60. lat XX wieku. Typowymi dla Bangkoku rozwiązaniami zabudowy miejskiej są kamienice mieszkalne z parterem usługowym dostępnym jako witryna od ulicy.
Najważniejsze dzielnice Bangkoku oraz lotnisko Suvarnabhumi skomunikowane są szybką kolejką napowietrzną BTS Skytrain, SARL oraz linią metra MRT. Działa także rozwinięta komunikacja autobusowa i kolejowa. Powszechne niegdyś trzykołowe pojazdy zwane tuk-tukami wypierane są obecnie przez zwykłe taksówki. Główne arterie komunikacyjne przecinają miasto, biegnąc wielopasmowymi wiaduktami pomiędzy budynkami.
Aglomerację przecina rzeka Menam, do której odpływy mają liczne kanały, stanowiące dawne systemy nawadniające oraz komunikacyjne. Rzeka stanowi istotny element transportu dla miasta, jak i dla kraju. Po rzece kursuje kilka linii promowych obsługujących transport osobowy pomiędzy brzegami, jak również między dzielnicami położonymi przy rzece w dzielnicach centralnych.
Miasto posiada kilka terenów zielonych o charakterze parkowym oraz sportowym.
Większa część miasta – zwłaszcza dzielnice pomiędzy centrami, ma zabudowę ekstensywną rezydencjonalną. W zależności od odległości od centrów spada intensywność zabudowy i rośnie ilość naturalnych terenów zielonych.

## Demografia
Według danych z 2019 roku w mieście mieszka 5 666 000 ludzi, jednak dane te nie obejmują gości i turystów oraz wielu nielegalnych imigrantów. Skład etniczny miasta to 303 000 Bamarów, 82 000 Japończyków, 64 000 Kambodżanów, 56 000 Chińczyków, 48 000 Europejczyków, 24 000 Amerykanów, 18 000 Laotańczyków, 5300 Australijczyków oraz 117 000 mieszkańców innych krajów azjatyckich.
Główną religią w mieście jest buddyzm, wyznaje go 92% populacji, 6% to muzułmanie, 1% chrześcijanie, trzystu żydów, 0,6% to wyznawcy religii sikh. W mieście znajduje się ponad 400 świątyń buddyjskich, 55 meczetów, 10 kościołów.

## Przemysł
W mieście silnie rozwinięty jest przemysł maszynowy, transportowy (konstrukcja samochodów, rowerów i lekkich samolotów), elektrotechniczny (produkcja telewizorów), metalurgiczny, metalowy, włókienniczy i chemiczny, a także materiałów budowlanych, drzewny i spożywczy (olejarnie, przetwórnie owoców, łuszczarnie ryżu). Prężnie działa również rafineria ropy naftowej i stocznia remontowa. Bangkok to wielki ośrodek handlu i rzemiosła (wyroby z jedwabiu i kości słoniowej) oraz jeden z najważniejszych morskich portów handlowych kraju. Jest znaczącym węzłem komunikacyjnym (drogowym, kolejowym i lotniczym), a transport publiczny (szczególnie autobusowy) jest doskonale zorganizowany docierając do najdalej położonych części kraju. W mieście znajdują się dwa międzynarodowe lotniska – Suvarnabhumi oraz Dong Muang.
To także centrum finansowe państwa – siedziba krajowych i zagranicznych banków – oraz największy w kraju ośrodek naukowo-badawczy.

## Problemy miasta
W mieście jest zarejestrowanych 5,6 mln samochodów, przez co miasto jest ciągle zakorkowane, co stanowi duży problem. W ciągu ostatnich lat zainwestowano ogromne środki w rozbudowę infrastruktury, nowe drogi ekspresowe, wiadukty, tunele i metro, co w niewielkim stopniu usprawniło ruch, utrzymując korki głównie w godzinach szczytu. Inwestycje nie osiągnęły skutku, ponieważ w Bangkoku panuje ogromny popyt na samochody. Liczba poruszających się po mieście aut powoduje duże zanieczyszczenie powietrza. Aby przeciwdziałać zanieczyszczeniom, stworzono sieć parków miejskich, także w jego centrum.
Duży problem to także reputacja „miasta seksu” oraz drobna przestępczość. Mimo że prostytucja jest oficjalnie nielegalna, to na ulicach Bangkoku można spotkać nocą niezliczoną liczbę prostytutek (prawdopodobnie nawet kilkanaście tysięcy kobiet zajmuje się tym procederem).
Zawyżanie cen usług oraz kradzieże kieszonkowe są częstym zjawiskiem, stąd w Bangkoku istnieje specjalna policja zajmująca się przestępstwami dotyczącymi turystów, która poważniejsze sprawy przekazuje zwykłej policji.

## Kultura i edukacja
Bangkok jest siedzibą 41 uczelni wyższych. Ponadto w mieście znajdują się biblioteka narodowa i Muzeum Narodowe, z największą w Tajlandii kolekcją zabytków archeologicznych i sztuki Tajów. Miasto to jest międzynarodowym ośrodkiem turystycznym, które w 2015 roku odwiedziło 28,8 mln turystów. Miasto oferuje bogate życie nocne. Tak jak niedalekie Pattaya, miasto skupia mnóstwo salonów masażu, klubów go-go czy karaoke przez co przyciąga ogromne rzesze turystów płci męskiej.

### Zabytki
W Bangkoku znajduje się ok. 400 bogato zdobionych świątyń (wat) buddyjskich i hinduistycznych, m.in.:
- najstarsza Wat Pho (Wat Phra Chetuphon, Świątynia Leżącego Buddy) (XVI w.) z ogromnym posągiem Buddy
- Wat Traimit z 5,5-tonowym złotym posągiem Buddy, wysokości 3 m
- Wielki Pałac Królewski (1782-1785) ze świątynią Wat Phra Kaew z XVIII w.
- Wat Arun

### Galeria

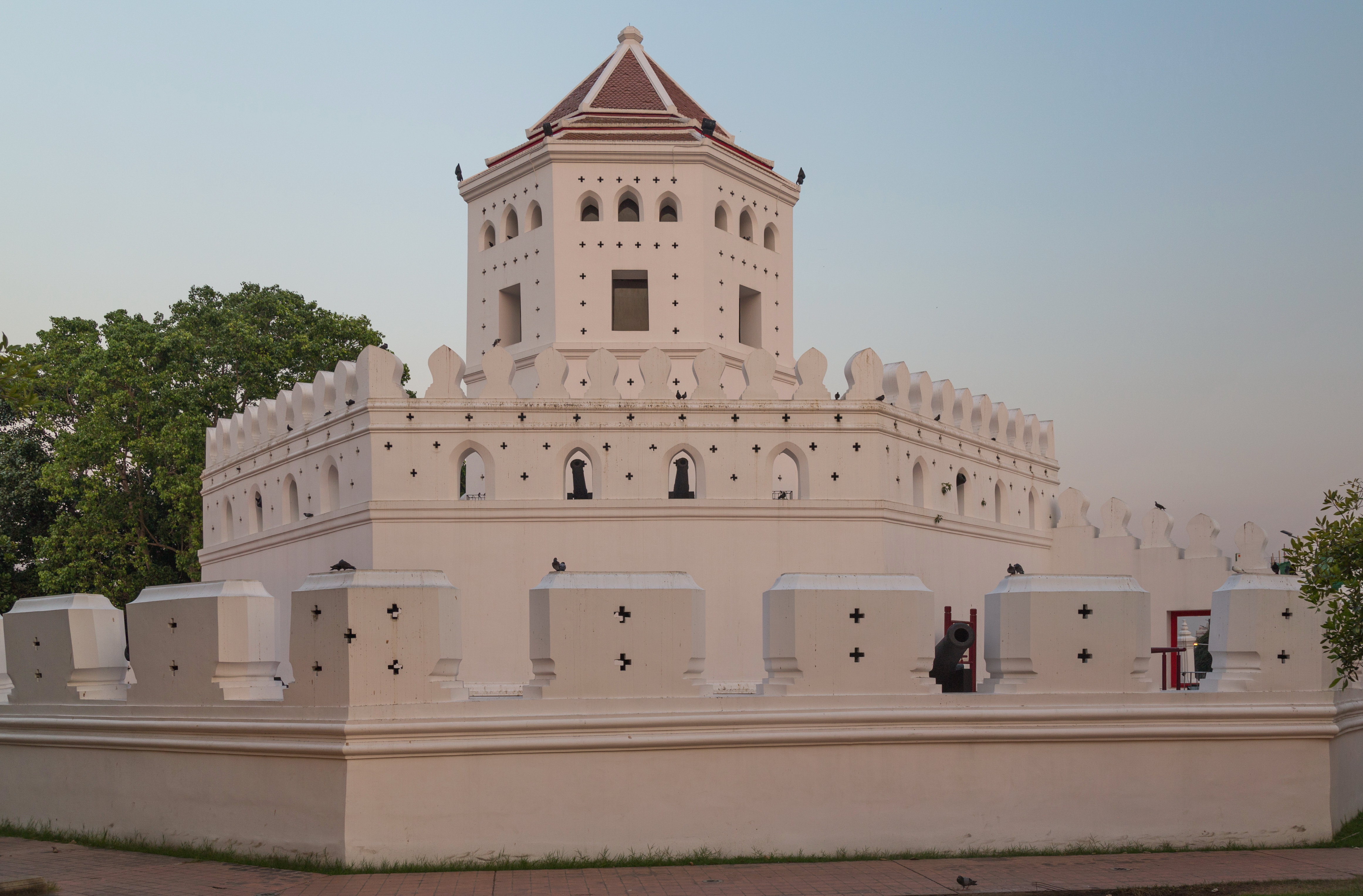
Fort Phra Sumen
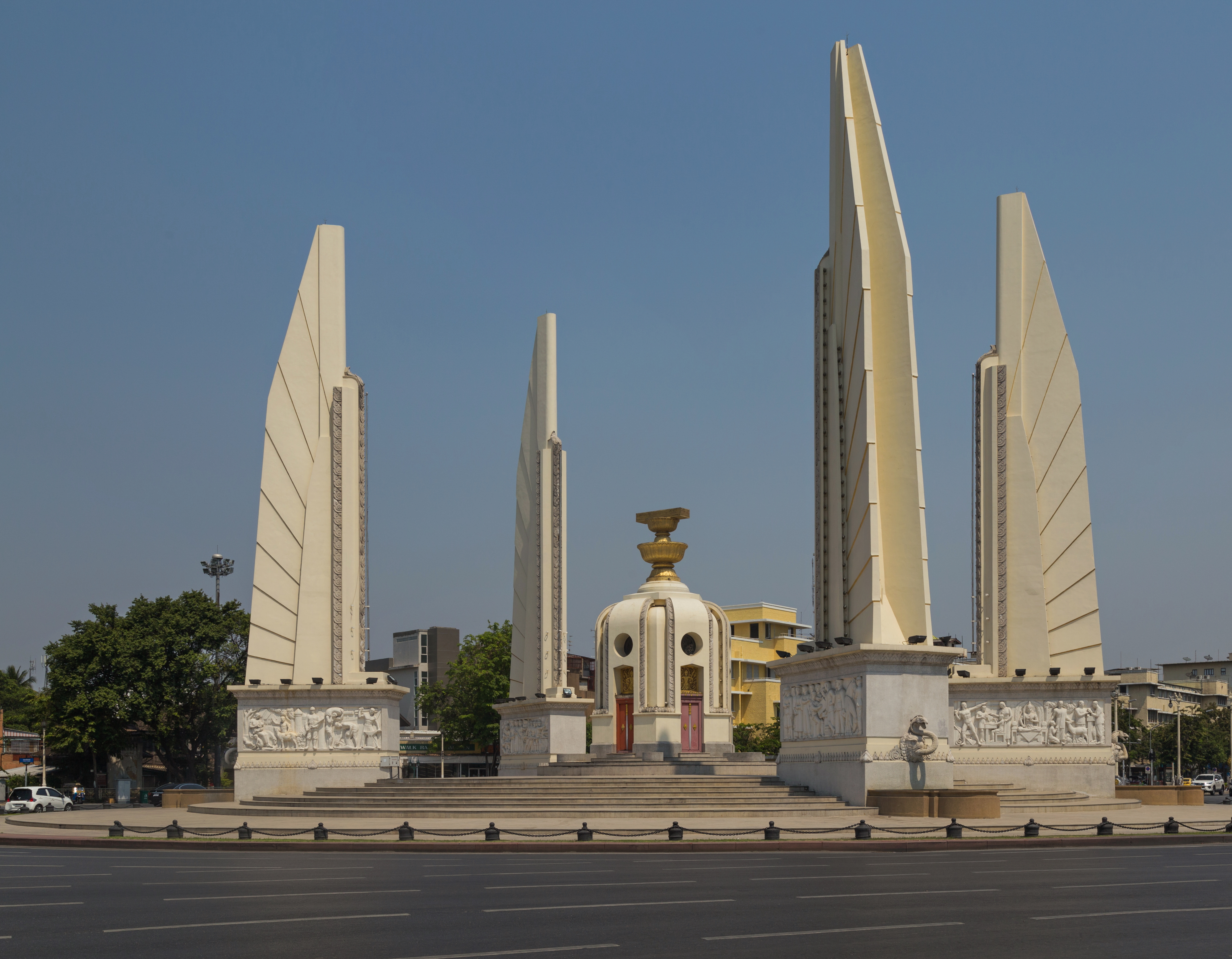
Pomnik Demokracji
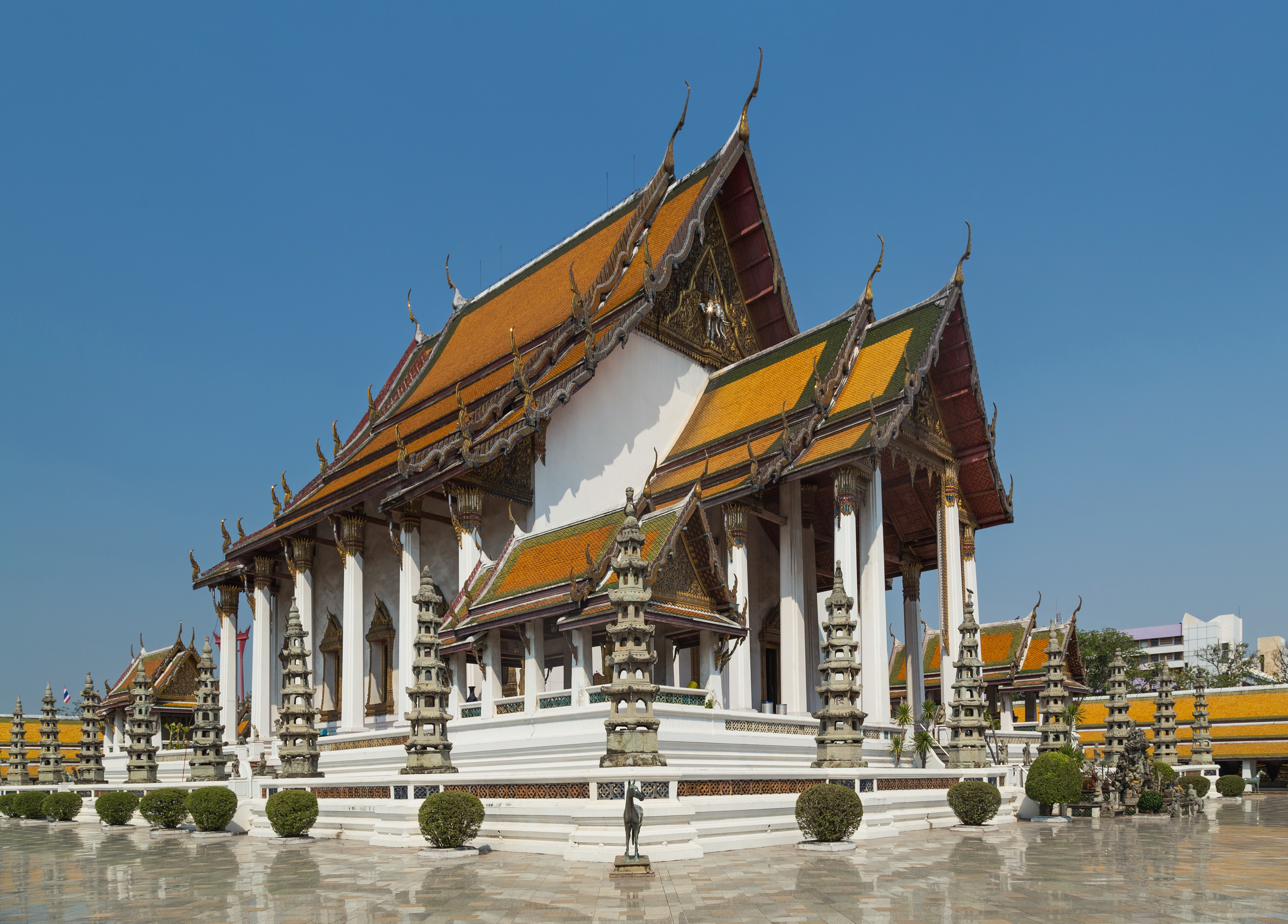
Wat Suthat
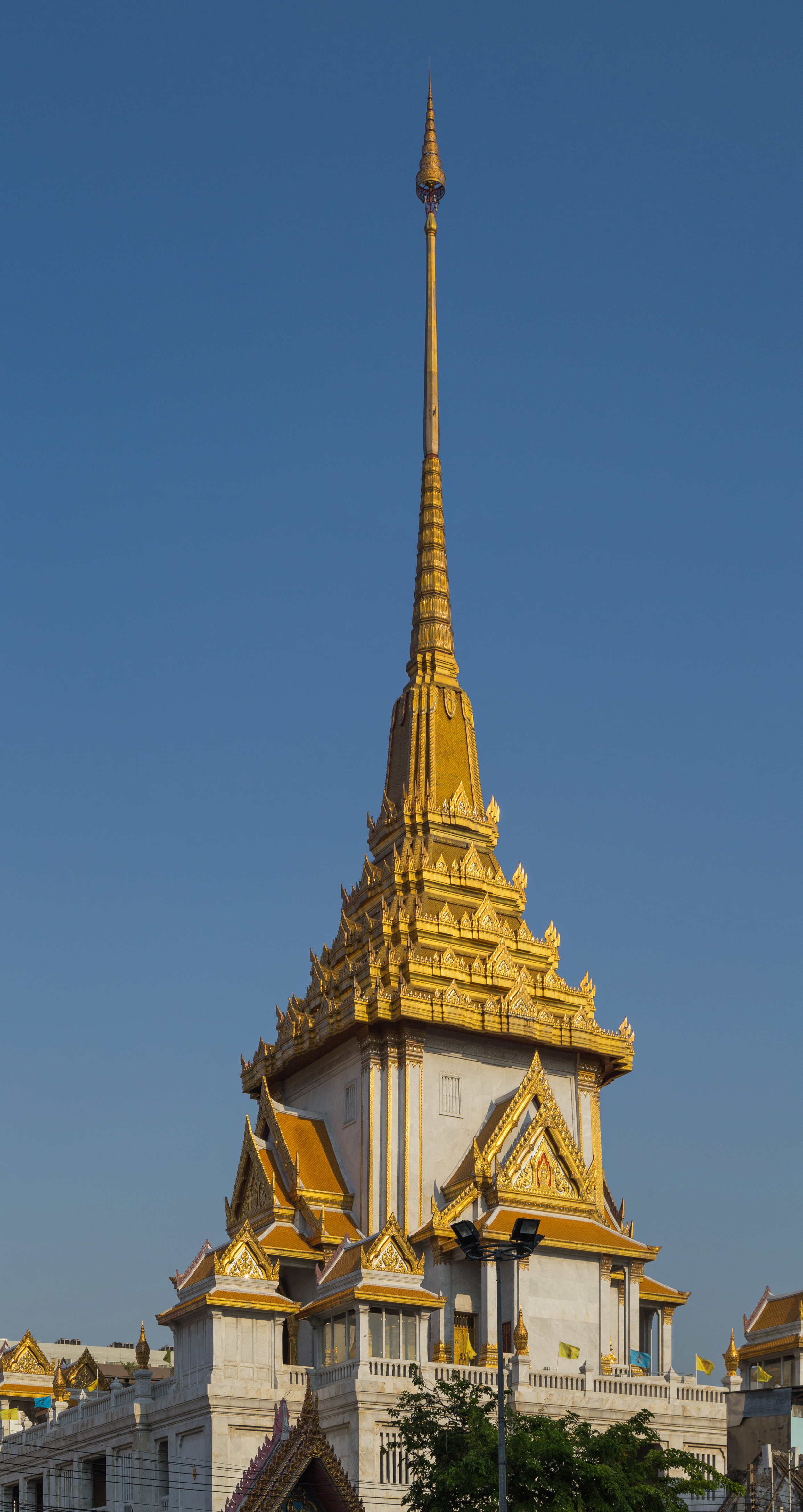
Wat Traimit Witthayaram
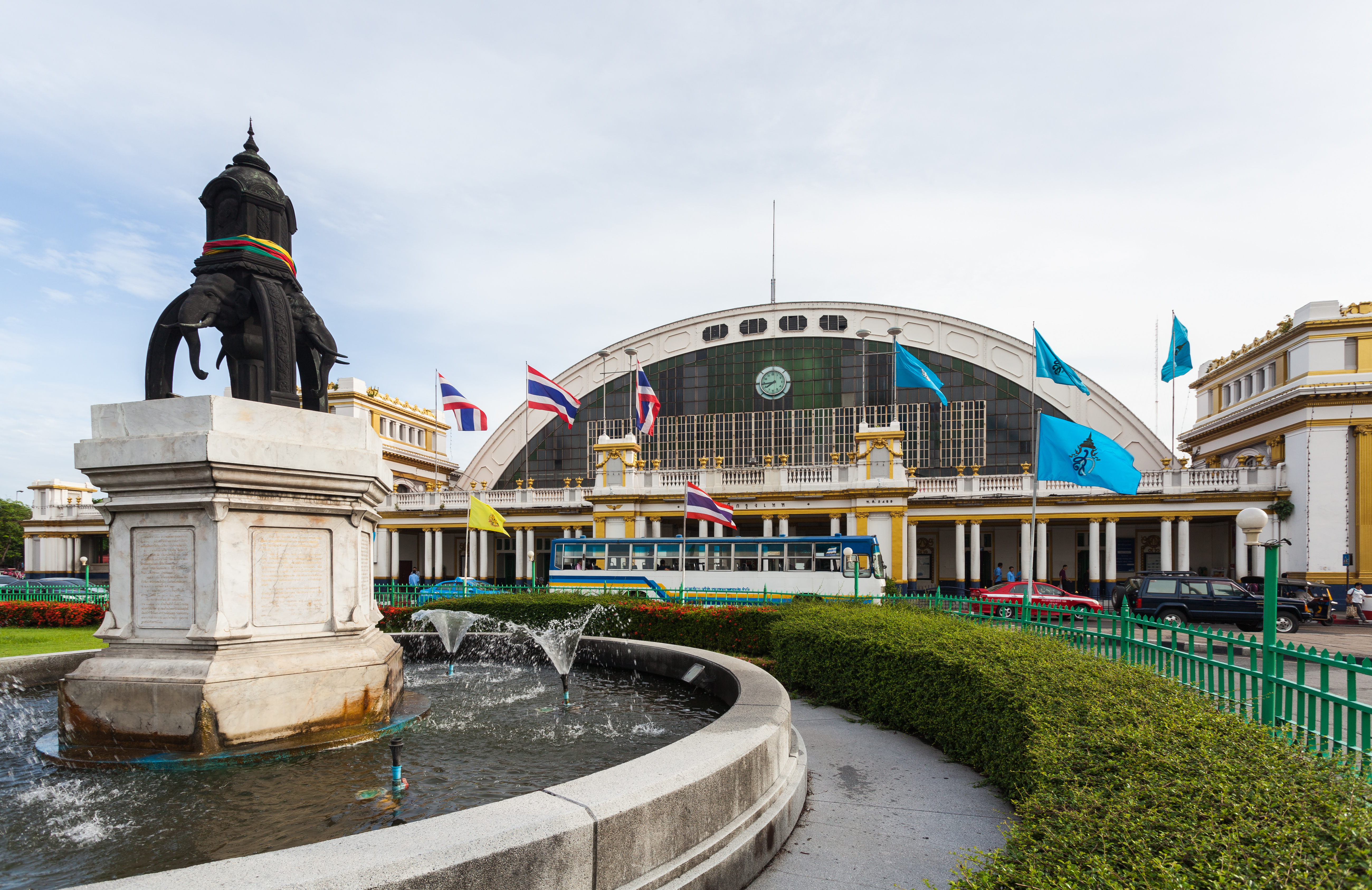
Dworzec kolejowy Hua Lamphong

## Miasta partnerskie
- Waszyngton, Stany Zjednoczone
- Pekin, Chińska Republika Ludowa
- Moskwa, Rosja
- Manila, Filipiny
- Seul, Korea Południowa
- Ankara, Turcja
- Warszawa, Polska